# Звенигородский сквер
Звенигоро́дский сквер — сквер в Центральном районе Санкт-Петербурге.
Расположен на углу улиц Марата и Звенигородской перед домом № 79 по улице Марата.

Бюст Девиера в Петербурге

## История
Возникновение сквера относят к концу XVIII века. Он был обустроен одновременно с возведением ныне существующего д. 79 по улице Марата (сохранился без изменений). В обычаях того времени палисадники были почти у каждого дома, до наших дней дошли единицы.
В 2010 году по заказу депутата заксобрания А. Г. Крамарева был проведен капитальный ремонт сквера.
1 марта 2013 года после обращения главного редактора интернет-газеты «Карповка» Д. С. Ратникова скверу было присвоено название Звенигородский — по Звенигородской улице.
К 300-летию российской полиции (2018 год) 18 мая 2018 года в саду открыт бюст первого петербургского генерал-полицмейстера Девиера (скульптор Владимир Бродарский и архитектор Юлия Резниченко).